# Gladiador (Melvin Potter)
Gladiador (Melvin Potter) es un personaje ficticio que aparece en los cómics estadounidenses publicados por Marvel Comics. Potter fue representado inicialmente como un supervillano y uno de los primeros enemigos del superhéroe Daredevil. En la vida civil, es diseñador de vestuario en la tienda de disfraces Spotlight en la ciudad de Nueva York. Con el tiempo se reformó y se convirtió en uno de los más firmes partidarios de Daredevil.
Potter fue interpretado por Matt Gerald en la serie de Marvel Netflix Daredevil como parte de Marvel Cinematic Universe.

## Historial de publicación
Gladiador apareció por primera vez en Daredevil # 18 (julio de 1966), y fue creado por Stan Lee y John Romita Sr.

## Biografía del personaje ficticio
Melvin Potter era un diseñador de vestuario que tenía la creencia engañada de que era mucho mejor que cualquier superhéroe. Para probar su punto, diseñó una armadura de batalla para él, completa con letales cuchillas de muñeca, y se hizo conocido como el Gladiador. Luchó contra Daredevil en su primera salida criminal, y luego se encontró con el Merodeador Enmascarado, otro enemigo de Daredevil. Más tarde, Gladiador apareció en Europa, donde luchó contra Daredevil nuevamente, y luego fue invitado a unirse a la Maggia. Se unió a los Emisarios del Mal de Electro para atacar a Daredevil nuevamente. Más tarde, Gladiador ayudó a Whitney Frost en una incursión de Stark Enterprises, donde luchó por primera vez contra Iron Man.
Gladiador más tarde luchó contra Daredevil de nuevo. Algún tiempo después, luchó contra Daredevil a bordo de un avión en vuelo. Más tarde se alió con el Death-Stalker, y más tarde todavía se alió con el Escarabajo. Mientras estaba bajo el control del Hombre Púrpura, atacó a Daredevil. Gladiador tuvo una última batalla contra Daredevil antes de decidir la reforma. Comenzó a recibir terapia de Betsy Beatty, con quien se casó más tarde.
Ahora reformado, el Gladiador se alió más tarde con Daredevil y Elektra contra La Mano. Vistiéndose de nuevo su traje de Gladiador, Potter conoció a Spider-Man.
Potter fue presionado para producir un disfraz de Daredevil para un loco empleado del señor del crimen conocido como Kingpin, pero Murdock viene a decirle que continúe. Más tarde, Potter se volvió a poner su disfraz de Gladiador para desanimar a un joven de una vida de crimen.
Más tarde se vio obligado a trabajar para el anciano predecesor de Kingpin, Alexander Bont, quien afirmó que Potter tenía una hija de cuatro años que nunca había conocido y que ella moriría si Potter no lo ayudaba. Gladiator llevó a Murdock a Bont, quien intentó matar a Murdock y asumir su antiguo manto, pero en su lugar murió de un ataque al corazón inducido por drogas. El Gladiador fue derrotado por el nuevo White Tiger, y volvió a la cárcel.
Gladiador está acusado de asesinar a dos compañeros de prisión y el bufete de abogados de Matt Murdock lo está defendiendo. Los supuestos sentidos de Murdock indican que está diciendo la verdad cuando afirma que es inocente. Sin embargo, al final del asunto, burlado por otro recluso, Gladiador se quita las esposas y agrede brutalmente al recluso y al oficial de prisiones, solo para entregarse a otro oficial y reclamar una vez más que no lo hizo. Más tarde, después de ser sacado de un vehículo blindado, Melvin golpea a un temerario confundido y se mueve hacia las alcantarillas, dirigiéndose a su disfraz de Gladiador. Gladiador luego va en un alboroto en Chinatown matando a personas inocentes y luego atacando a Matt y Milla en un restaurante. Después de ser eliminado, Matt vuelve a despertar en un auto de la policía para escuchar una voz que Gladiador asesinará a su esposa. Matt encuentra al Gladiador y Milla, rescata a Milla y derrota al Gladiador. Melvin se da cuenta de lo que ha hecho e intenta suicidarse, pero es salvado por Daredevil. Potter es llevado de regreso a la prisión, y está muy sedado después de golpear repetidamente su cabeza contra la pared. Se reveló que el Sr. Miedo había administrado químicos a Potter en secreto, lo que hizo que se volviera irreversiblemente loco de rabia.

## Poderes y habilidades
El Gladiador no tiene habilidades sobrehumanas. Sin embargo, él es un excelente luchador de artes marciales y es muy poderoso físicamente. Llevaba una armadura de metal grueso con un casco y guanteletes metálicos, y estaba armado con un arsenal de armas afiladas y hojas de sierra circulares dentadas, giratorias, hechas de titanio, una montada en cada guante. Los pequeños rotores en los guanteletes hacen que las cuchillas giren a altas velocidades, y las cuchillas giratorias también podrían desprenderse para servir como armas de misiles de corto alcance.
En la vida civil, Potter es un gran diseñador de ropa, experto en dibujo, diseño y costura.

## Otras versiones
En el momento alternativo de la historia de la "Casa de M" de 2005, Gladiador aparece como un asesino de Kingpin.
La versión Ultimate Marvel de Gladiador es un enemigo de Spider-Man, y un loco enloquecido obsesionado con "El Emperador".

## En otros medios

### Televisión
- Melvin Potter es un personaje recurrente en la serie de acción en vivo  Daredevil, interpretado por Matt Gerald.[21][22][23] Melvin fue un inventor, obligado por Wilson Fisk a hacerle trajes de protección. Se suponía que nadie estaba en la tienda de Melvin, a menos que Fisk los trajera. Si Melvin lo traicionaba, Fisk iría tras su amiga, Betsy. Buscando al fabricante de los trajes de Fisk, Matthew Murdock tenía a Turk Barrett en señalarlo a la tienda de Melvin, donde el silencioso Potter atacó a Murdock, y tuvo brevemente la ventaja debido a una herida abierta que sufría Murdock, pero Murdock se recuperó y lo dominó. Luego, Potter le contó sobre Betsy, y el vigilante respondió que podría evitar que Fisk lastimara a otra persona, incluida Betsy, con la ayuda de Melvin. Melvin aceptó hacerle un traje nuevo y el vigilante le pidió que hiciera un símbolo. Melvin comenzó a trabajar en una armadura corporal que podía ofrecer protección sin regalar velocidad y agilidad, y también agregar pequeños cuernos de diablo a la máscara. Cuando Murdock regresó por el producto fabricado a toda prisa, Melvin le pidió que protegiera a Betsy. Murdock respondió que mantendría su promesa, y luego Melvin le dio el traje y un par de bastones. Posteriormente, en la temporada 3, Matt se entera de que hizo un nuevo disfraz para Ben Poindexter por órdenes de Fisk. Cuando Matt lo visita, Potter le tiende una trampa para que lo atrape el FBI. Matt logra escapar y deja a Potter a su suerte. Si la serie no hubiera sido cancelada, esto hubiera sido la entrada del personaje como villano.

### Novelas
- Melvin Potter aparece en la novela Daredevil Predator's Smile, escrita por Christopher Golden.